# Adelaide di Savoia (regina dei Franchi)
Adelaide di Savoia (San Giovanni di Moriana, 18 novembre 1092 – Montmartre, 18 novembre 1154) fu regina consorte di Francia dal 1115 al 1137 e poi signora di Montmorency dal 1141 al 1153.

## Origine
Adelaide era la figlia primogenita del sesto Conte di Savoia, d'Aosta e Moriana e marchese d'Italia, Umberto II detto il Rinforzato, e di Gisella o Giselda di Borgogna.

## Biografia
Suo padre morì nel 1103; gli succedette il primo figlio maschio Amedeo.
Sua madre Gisella, dopo essere rimasta vedova, nel 1105 sposò in seconde nozze il marchese Ranieri I del Monferrato.
Il 3 agosto 1115 Adelaide andò sposa a Luigi VI di Francia, figlio maschio primogenito del re di Francia Filippo I e di Berta.
Adelaide partecipò molto alle vicende del governo: con Bernardo di Chiaravalle si oppose a Étienne de Garlande, consigliere favorito del re, e, ridotti i feudatari al rispetto del sovrano, fece apparire quest'ultimo come il protettore dei miseri e degli oppressi.
Adelaide rimase vedova nel 1137 e, dopo la sua morte, a Luigi VI succedette il loro figlio maschio secondogenito, Luigi VII, che affidò le cure dello Stato al ministro Sugerio, liberandosi dell'influenza della madre, la quale un anno dopo rinunciò alla dignità regale e sposò Matteo, signore di Montmorency
Adelaide cospirò contro Sugerio, arrivando a litigare con il figlio Luigi VII, che la esiliò dalla corte con il marito nei loro feudi nella zona di Compiègne
Secondo la storico Patrick van Kerrebrouck, specializzato nella genealogia dei personaggi dell'Alto Medioevo, nel suo Les Capétiens, 987-1328, Adelaide nel 1153 si separò dal marito e si ritirò nell'abbazia di Montmartre, da lei fatta costruire.
Morì nel 1154, nell'abbazia di Montmartre, dove fu sepolta.

## Figli
A Luigi VI il Grosso Adelaide diede otto o nove figli:
- Filippo (1116 – 1131), da non confondere con il fratello minore omonimo;
- Luigi (1120 – 1180), che divenne re di Francia con il nome di Luigi VII[8];
- Enrico (1121 – 1175), vescovo di Beauvais (1149 – 1161) e poi di Reims (1161 – 1175);
- Ugo (1123 circa - † bambino);
- Roberto (v. 1123 – 1188), detto il Grande, conte di Dreux e Perche;
- Pietro (v. 1125 – v. 1182), signore di Courtenay;
- Costanza (v. 1124-1176), sposa in prime nozze Eustachio IV di Boulogne, in seconde nozze Raimondo V di Tolosa (1134 – 1194);
- Filippo (v.1132/1133 – 1161), da non confondere con l'omonimo fratello più grande. Fu uomo di chiesa (clericus);
- una figlia morta bambina, citata da Patrick van Kerrebrouck nel Les Capétiens, 987-1328[5].

A Matteo invece Adelaide non diede figli.

## Ascendenza
|                         |                       |                                | Genitori                 |  |  | Nonni |  |  | Bisnonni         |  |  | Trisnonni            |  |
|                         |                       |                                |                          |  |  |       |  |  | Oddone di Savoia |  |  | Umberto I Biancamano |  |
|                         |                       |                                |                          |  |  |       |  |  | Oddone di Savoia |  |  | Umberto I Biancamano |  |
|                         |                       | Ancilla del Vallese            |                          |  |  |       |  |  | Oddone di Savoia |  |  |                      |  |
| Amedeo II di Savoia     |                       |                                |                          |  |  |       |  |  | Oddone di Savoia |  |  |                      |  |
|                         |                       | Adelaide di Susa               | Olderico Manfredi II     |  |  |       |  |  |                  |  |  |                      |  |
|                         |                       | Adelaide di Susa               | Olderico Manfredi II     |  |  |       |  |  |                  |  |  |                      |  |
|                         |                       | Adelaide di Susa               | Berta di Milano          |  |  |       |  |  |                  |  |  |                      |  |
| Umberto II di Savoia    |                       | Adelaide di Susa               |                          |  |  |       |  |  |                  |  |  |                      |  |
|                         |                       | Gérold II di Ginevra           | Gérold I di Ginevra      |  |  |       |  |  |                  |  |  |                      |  |
|                         |                       | Gérold II di Ginevra           | Gérold I di Ginevra      |  |  |       |  |  |                  |  |  |                      |  |
|                         |                       | Gérold II di Ginevra           | …                        |  |  |       |  |  |                  |  |  |                      |  |
| Giovanna di Ginevra     |                       | Gérold II di Ginevra           |                          |  |  |       |  |  |                  |  |  |                      |  |
|                         |                       | Gisella di Borgogna            | …                        |  |  |       |  |  |                  |  |  |                      |  |
|                         |                       | Gisella di Borgogna            | …                        |  |  |       |  |  |                  |  |  |                      |  |
|                         |                       | Gisella di Borgogna            | …                        |  |  |       |  |  |                  |  |  |                      |  |
| Adelaide di Savoia      |                       | Gisella di Borgogna            |                          |  |  |       |  |  |                  |  |  |                      |  |
|                         | Rinaldo I di Borgogna | Ottone I Guglielmo di Borgogna |                          |  |  |       |  |  |                  |  |  |                      |  |
|                         | Rinaldo I di Borgogna | Ottone I Guglielmo di Borgogna |                          |  |  |       |  |  |                  |  |  |                      |  |
|                         | Rinaldo I di Borgogna | Ermetrude di Roucy             |                          |  |  |       |  |  |                  |  |  |                      |  |
| Guglielmo I di Borgogna | Rinaldo I di Borgogna |                                |                          |  |  |       |  |  |                  |  |  |                      |  |
|                         |                       | Alice di Normandia             | Riccardo II di Normandia |  |  |       |  |  |                  |  |  |                      |  |
|                         |                       | Alice di Normandia             | Riccardo II di Normandia |  |  |       |  |  |                  |  |  |                      |  |
|                         |                       | Alice di Normandia             | Giuditta di Bretagna     |  |  |       |  |  |                  |  |  |                      |  |
| Giselda di Borgogna     |                       | Alice di Normandia             |                          |  |  |       |  |  |                  |  |  |                      |  |
|                         |                       | Bernardo II di Bigorre         | Bernardo Ruggero di Foix |  |  |       |  |  |                  |  |  |                      |  |
|                         |                       | Bernardo II di Bigorre         | Bernardo Ruggero di Foix |  |  |       |  |  |                  |  |  |                      |  |
|                         |                       | Bernardo II di Bigorre         | Garsenda di Bigorre      |  |  |       |  |  |                  |  |  |                      |  |
| Stefania di Vienne      |                       | Bernardo II di Bigorre         |                          |  |  |       |  |  |                  |  |  |                      |  |
|                         |                       | Clémence de Foix               | …                        |  |  |       |  |  |                  |  |  |                      |  |
|                         |                       | Clémence de Foix               | …                        |  |  |       |  |  |                  |  |  |                      |  |
|                         |                       | Clémence de Foix               | …                        |  |  |       |  |  |                  |  |  |                      |  |
|                         |                       | Clémence de Foix               |                          |  |  |       |  |  |                  |  |  |                      |  |